# Geschichte Karlsruhes

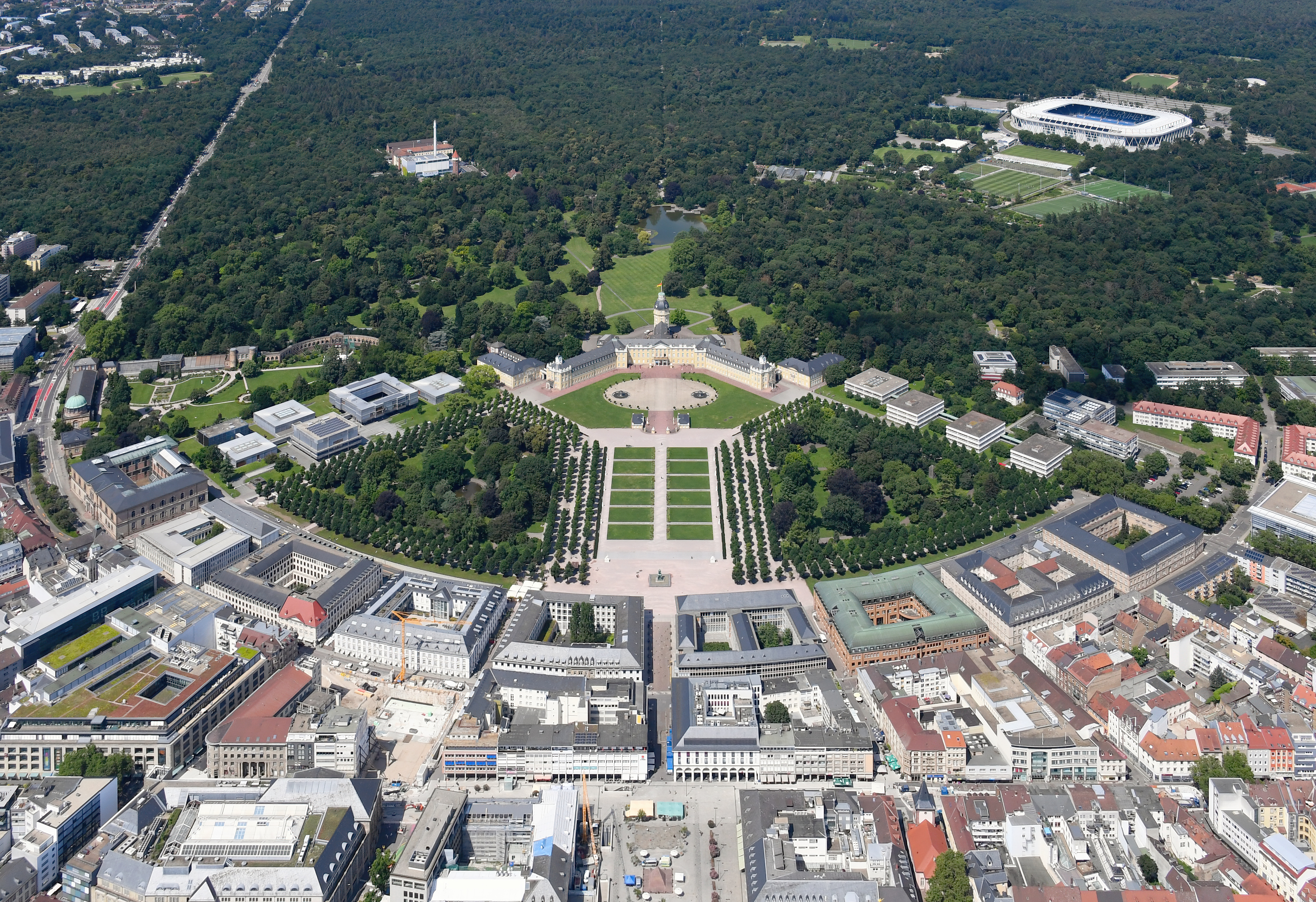
Karlsruher Fächer von Süden aus der Luft gesehen

Die Geschichte Karlsruhes beginnt mit der Grundsteinlegung des Schlossturms am 17. Juni 1715 durch Markgraf Karl Wilhelm von Baden. Die Stadt entstand als barocke Planstadt auf dem strahlenförmigen Grundriss einer Jagdanlage im Hardtwald. Sie nahm ursprünglich nur das südliche, fächerförmige Viertel der 32 ringsum vom Schloss ausgehenden Alleen ein, weshalb sie auch Fächerstadt genannt wird. Karlsruhe wurde 1718 Residenz der kleinen Markgrafschaft Baden-Durlach und gewann mit deren Aufstieg zum Großherzogtum Baden im 19. Jahrhundert an Bedeutung. Die Hauptstadtfunktion ging nach dem Zweiten Weltkrieg verloren, die Stadt wurde jedoch unter anderem durch die Ansiedlung der obersten deutschen Bundesgerichte entschädigt.

## Vor der Stadtgründung
Auf dem Gebiet der heutigen Stadt Karlsruhe sind Siedlungsspuren aus der frühen Bronzezeit (2200–1500 v. Chr.) zu finden. Kurz vor dem Ersten Weltkrieg entdeckte man ein Waffendepot, in dem Bronzebarren und zwei Randleistenbeile lagerten. Später entdeckte man noch ein weiteres Beil. Insgesamt sind mehrere Funde unter anderem aus Knielingen, Rüppurr und Durlach belegt. 1868 wurden in Knielingen ein altes Eisenschwert und bald darauf ein offener Bronzehalsring gefunden. 1911 fand man ein Gräberfeld mit zehn Bestattungen aus der jüngeren Eisenzeit.
In Knielingen wurde ein römischer Bronzeeimer aus dem 1. Jahrhundert n. Chr. entdeckt, bald darauf ein Gräberfeld mit 44 Bestattungen. Viele weitere Spuren wie einzelne Gräber, Ziegelbrennereien, Münzen etc. weisen auf eine römische Besiedlung hin. 1927 wurde ein römischer Steinkeller ausgegraben, was ein eindeutiges Indiz für eine frühere Siedlung ist. Wo sich Gräber fanden, konnte man die Grenzen der Siedlung feststellen, da es im römischen Reich verboten war, innerhalb einer Siedlung Bestattungen vorzunehmen. Durch die Lage der Funde geht man davon aus, dass sich am Fluss Alb eine römische Siedlung befand. Nördlich von Karlsruhe bei Friedrichstal kann man noch heute die Reste einer alten Römerstraße erkennen.
Im Jahr 1110 stiftete Graf Berthold von Hohenberg das Kloster Gottesaue, was am 16. August von König Heinrich V. bestätigt wurde. Auf dem Gelände des damaligen Klosters befindet sich heute das Schloss Gottesaue. Ursprünglich kamen 13 Mönche aus dem Kloster Hirsau in das Kloster auf das heutige Gebiet der Stadt Karlsruhe und fingen an, Wald zu roden und Landwirtschaft zu betreiben. Durch das Kloster begannen nahegelegene Siedlungen wie Mühlburg, Knielingen oder Neureut zu wachsen.
1565 verlegte Markgraf Karl II. seine Residenz von Pforzheim nach Durlach. Die Stadt erlebte daraufhin einen wirtschaftlichen und kulturellen Aufschwung.
Im Dreißigjährigen Krieg wurden Durlach sowie Rintheim, Hagsfeld und Mühlburg zerstört. 1670 erhob Markgraf Friedrich VII. Magnus Mühlburg zur Stadt, der erhoffte Aufschwung blieb jedoch aus. Während des Pfälzischen Erbfolgekriegs zerstörten französische Truppen 1689 Durlach, Schloss Gottesaue, Rintheim, Mühlburg, Knielingen und Daxlanden, nicht zerstört wurde dagegen Rüppurr. Der bis 1714 andauernde Spanische Erbfolgekrieg verzögerte den Wiederaufbau der zerstörten Residenz in Durlach. Der großzügig angelegte Neubau des dortigen Schlosses Karlsburg blieb unvollendet.

## Anfänge der Stadt

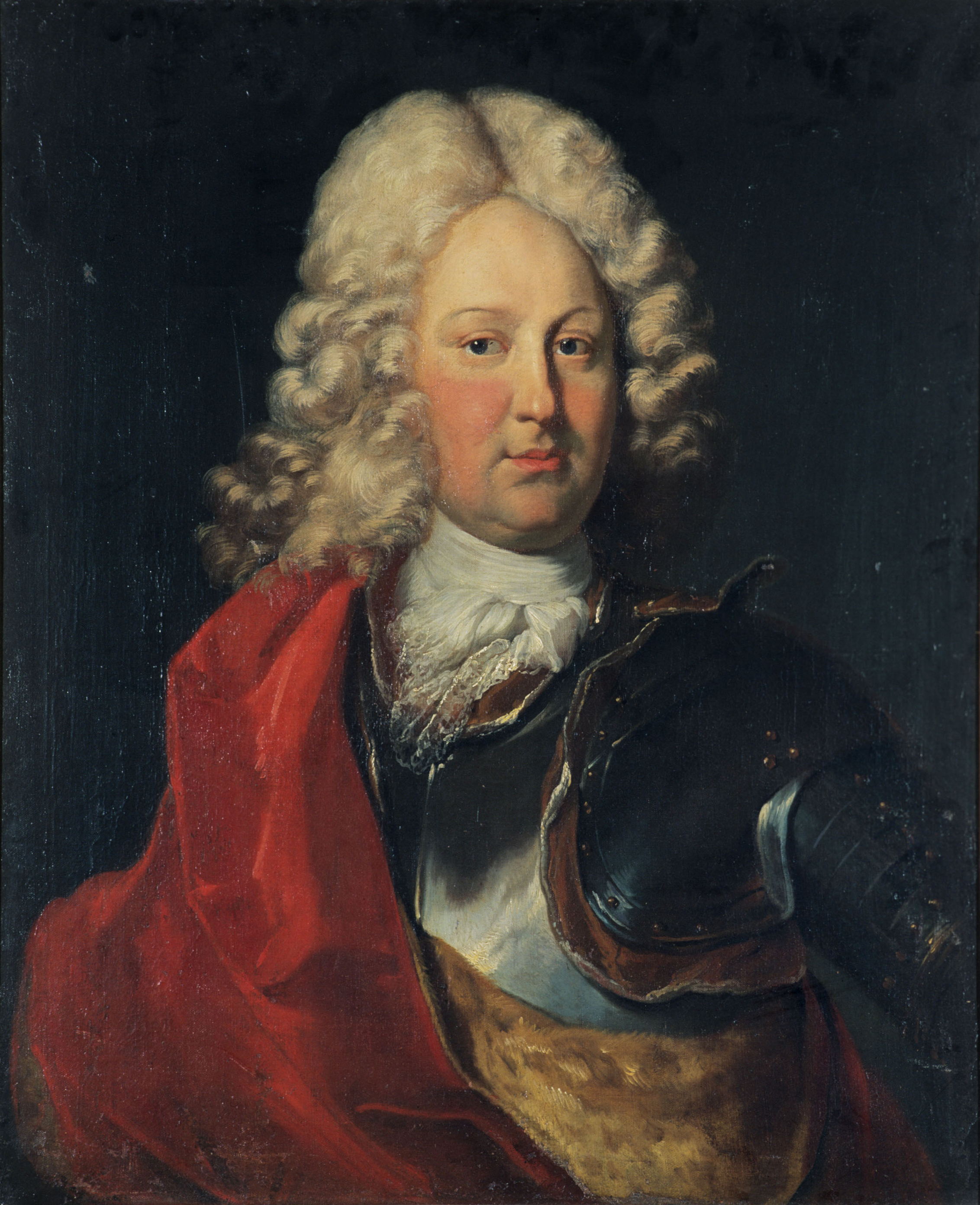
Markgraf Karl Wilhelm von Baden-Durlach

Nach dem Vorbild von Versailles und dem Zeitgeschmack entsprechend, hatten zu Beginn des 18. Jahrhunderts bereits die Baden-Durlach benachbarten und verwandten Fürsten Baden-Badens und Württembergs neue Residenzen in der freien Landschaft errichtet. Ludwig Wilhelm von Baden-Baden verlegte 1705 seine Residenz aus dem zerstörten Baden-Baden ins Schloss Rastatt, das Dorf Rastatt wurde zur dem Schloss vorgelagerten, barocken Planstadt umgebaut. Eberhard Ludwig von Württemberg, der Schwager des Karlsruher Stadtgründers Karl Wilhelm von Baden-Durlach, ließ das Residenzschloss Ludwigsburg errichten, in dessen Nachbarschaft ab 1709 Ludwigsburg als planmäßig angelegte Siedlung entstand. Karlsruhe wurde die letzte der Stadtgründungen am Oberrhein. Die genauen Absichten, die hinter der Gründung und dem gewählten Grundriss stecken, sind nicht dokumentiert und bieten Raum für Spekulationen und Legendenbildung.
Die grundsätzlich räumlich beengten Verhältnisse in Durlach veranlassten den Markgraf Karl Wilhelm bereits am 12. Januar 1711, Planungen für eine neue Hofstadt bei seinen Hof- und Bauräten in Auftrag zu geben. In der Nähe von Durlach im Hardtwald befand sich ein Jagdgebiet des Markgrafen. Eine Legende erzählt, dass der Markgraf bei einem Ausritt eingeschlafen sei und ihm im Traum eine Stadt erschien, die an diesem Platz gegründet werden sollte. Eine andere Deutung des Grundrisses sieht die „Fächerstadt“, deren Straßen wie Sonnenstrahlen vom zentralen Schloss ausgehen, als Verkörperung der absolutistischen Vorstellung, dass der Herrscher wie eine Sonne im Zentrum des Gemeinwesens stehe.
Nachdem bereits seit dem 28. Januar 1715 Rodungsarbeiten für eine Jagdanlage im Hardtwald vorgenommen worden waren, legte am 17. Juni 1715 der Markgraf persönlich den Grundstein für ein neues Jagd- und Lustschloss. Am gleichen Tag hatte er dort bereits den Hausorden der Treue gestiftet, dessen Motto Fidelitas bald Teil des Karlsruher Wappens wurde.
Die Radialstraßen waren ursprünglich nach den Fidelitasrittern benannt: westlich der zentralen Carlsgasse lagen Günzerische Gasse, Alt-Draisen-Gasse, Löwenkranzsche Gasse und Rotbergische Gasse, östlich die Erbprinzische Gasse, Löwencronische Straße, Plantaische Gasse und Jung-Draisen-Gasse. Da diese Namen jedoch keinen Bezug zur Lebenswirklichkeit der Bürger aufwiesen und bei jeder Änderung der Ordensmitgliedschaft die jeweilige Straße umbenannt werden musste, trugen sie ab 1732 die Namen von Wirtshäusern.
Die Bauleitung des Schlosses, das bis auf den steinernen Turm zunächst aus Holz gebaut war, wurde von Friedrich von Batzendorf und Hans Schwartz übernommen. Aufgrund der einsamen Lage, der schlechten Infrastruktur und der Tatsache, dass sich die Regierungsämter immer noch in Durlach befanden, beschloss der Markgraf, beim Schloss eine neue Residenzstadt zu gründen. Am 24. September 1715 erließ er einen Privilegienbrief, in dem er jedem, der sich in der neuen Stadt niederließ, Steuerbegünstigungen und Freiheiten zusicherte. Er sicherte den künftigen Einwohnern Religionsfreiheit, ein eigenes Untergericht, kostenloses Bauland und Bauholz, Steuerfreiheit für 20 Jahre, Handelsfreiheit und Zollfreiheit zu, sofern sie nach den Vorschriften der Planstadt bauten und über genügend Geldmittel verfügten. Daneben versprach er, dass es keine Leibeigenschaft und keine Frondienste für die Bürger der Stadt geben sollte und dass jeder Bürger ein Anhörungsrecht haben sollte. Der Privilegienbrief trägt bereits erste Merkmale moderner Verfassungen: Die persönlichen und wirtschaftlichen Freiheiten sind für diese Zeit bemerkenswert und zeugen von der Vorreiterrolle des Badischen Liberalismus. Bereits am 12. September 1718 baten die Bürger der Stadt um die Gründung eines Stadtrates, was vom Markgrafen genehmigt wurde. Am 24. November 1718 fand die erste Sitzung des Rates statt.

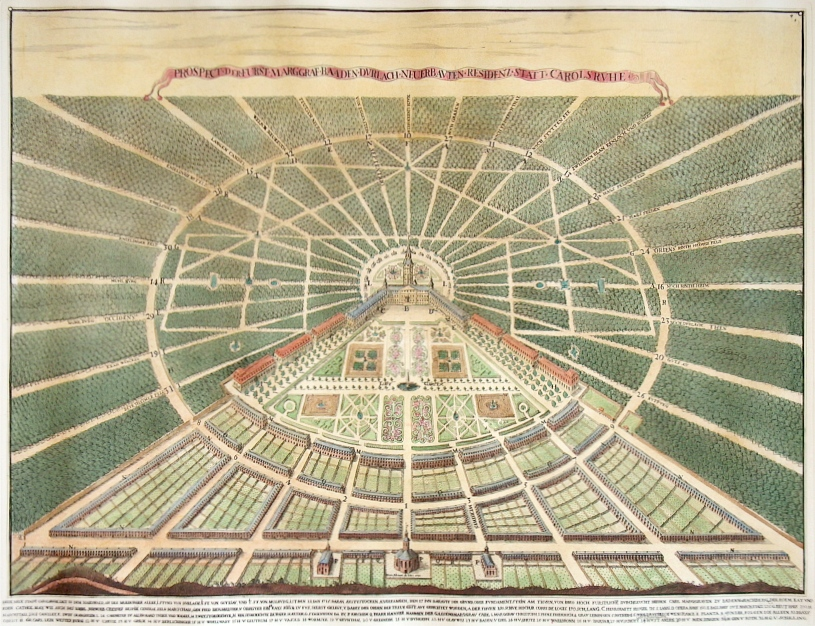
Karlsruher Stadtansicht 1721

1719 hatte die neugegründete Fächerstadt bereits fast 2000 Einwohner. Sie stammten nicht nur aus dem Umland, sondern fast jeder fünfte kam auch aus Ländern außerhalb des Reichs, vor allem aus Frankreich und Polen. Der erste Bürgermeister der Stadt Karlsruhe 1718, Johannes Sembach, wurde in Straßburg geboren. Die Bürger mussten beim Bau ihrer Häuser einstöckig mit Mansarddächern bauen, um ein einheitliches Stadtbild zu gewährleisten. Für Arme gab es Steuererleichterungen; sie wurden vorwiegend am südöstlichen Ende der Stadt angesiedelt (Klein-Karlsruhe oder „Dörfle“), wo sich ein soziales Problemviertel entwickelte. Die Menschen, die sich dort ansiedelten und provisorische Gebäude errichteten, waren fronpflichtig (ab 1752 als Ersatz steuerpflichtig) und waren keine gleichgestellten Bürger Karlsruhes. Die Stadt florierte indessen: 1721 wurde in der Kreuzstraße die erste Kirche errichtet sowie in der Lammstraße ein Wasserturm. 1722 wurde auch das Gymnasium von Durlach nach Karlsruhe verlegt. 1725 wurde der Bau eines eigenen Rathauses diskutiert und 1728 neben der geplanten Stadtkirche fertiggestellt, nachdem es Diskussionen über den Ort der Gebäude gegeben hatte.
1733 floh der Markgraf nach Basel, als im Verlauf des Polnischen Thronfolgekrieges französische Truppen rechtsrheinisches Gebiet betraten. Er kehrte erst im September 1736 zurück, nachdem Karlsruhe nur knapp der Zerstörung entkommen war. Zu dieser Zeit gab es Probleme in der Stadt, da der Privilegienbrief von 1715 unterschiedlich ausgelegt wurde. Deshalb gab der Markgraf 1722 einen neuen Privilegienbrief heraus, der den alten bestätigte und Details regelte. Unter anderem wurde genau definiert, wie viel Geld vorhanden sein musste, um sich in der Stadt niederzulassen (200 Gulden bzw. bei Juden 500 Gulden) und dass bei Ausländern, die sich in der Stadt ansiedelten, Leibesfreiheit nachgewiesen werden musste. Außerdem sicherte der Markgraf zu, dass die Stadt Bürgermeister, Baumeister, Gericht und Stadtrat selber wählen konnte.

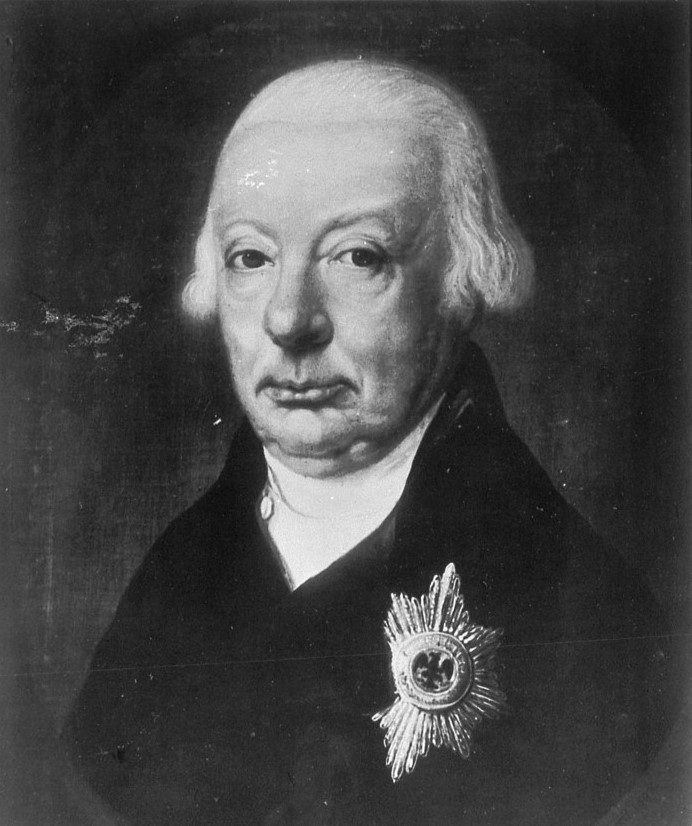
Karl Friedrich von Baden

1746 übernahm Karl Friedrich von Baden die Regierung. Er sorgte 1750 dafür, dass auf dem alten Fundament des Holzschlosses ein neues Schloss aus Stein gebaut wurde. Da es in der Stadt in dieser Zeit zu Problemen kam und am 2. Dezember 1751 erneut eine Bittschrift vom Stadtrat eingereicht wurde, weil die alten Privilegien im nächsten Jahr auslaufen würden und es Konflikte mit den „Schutzbürgern“, also vorwiegend der armen Bevölkerung Kleinkarlsruhes, gab, entwarf der Markgraf einen neuen Privilegienbrief. Dort sicherte er erneut Religionsfreiheit, die freie Wahl von Bürgermeister, Baumeister, Stadtrat und Polizeibeamten sowie kostenloses Bauholz zu, sofern der Wald nicht geschädigt wurde. Die Befreiung von Steuern und Zöllen wurde allerdings nicht verlängert.
In den folgenden Jahren wurden zahlreiche Infrastrukturmaßnahmen durchgeführt. Am 21. Januar 1756 erließ Karl Friedrich eine Verordnung, die Zuschüsse für denjenigen vorsah, der ein Steinhaus baute. Das Baumaterial für die Häuser stammte aus Steinbrüchen aus Grötzingen und dem Pfinztal. Daneben wurde 1750 ein Steinschiffkanal von Durlach nach Karlsruhe gegraben und 1767 entlang des Kanals eine gerade, gut ausgebaute Straße angelegt. Nach dem Zusammenschluss der Markgrafschaften Baden-Durlach und Baden-Baden 1771 wurde die Stadt Sitz der Markgrafschaft Baden und blühte auf. In den folgenden Jahren wurden zahlreiche soziale und kulturelle Einrichtungen gebaut; 1789 wurde auf Staatskosten ein Hospital gestiftet, 1786 folgte nach dem Vorbild der 1785 eingerichteten „Witwenkasse“ eine Art Krankenversicherung für die Bürger Karlsruhes. Bereits 1763 siedelte sich in Karlsruhe eine Buchdruckerei an; zwei Jahre später wurde auch die fürstliche Bibliothek von Durlach nach Karlsruhe gebracht.
1789 verbesserte sich auch die Situation im Problemviertel „Kleinkarlsruhe“. Die Bürger durften nun einen eigenen Bürgermeister wählen und ein Jahr später wurde ihnen das Bürgerrecht zugesichert, wenn sie fünf weitere Jahre gewerblich tätig sind. 1795 erhielt der Ort den Status einer Dorfgemeinde, doch erst 1812 fand die Vereinigung von Kleinkarlsruhe mit Karlsruhe statt. Dennoch blieben die sozialen Probleme; auch heute noch befindet sich in einem Teil des „Dörfle“ das Rotlichtviertel Karlsruhes.

## 19. Jahrhundert

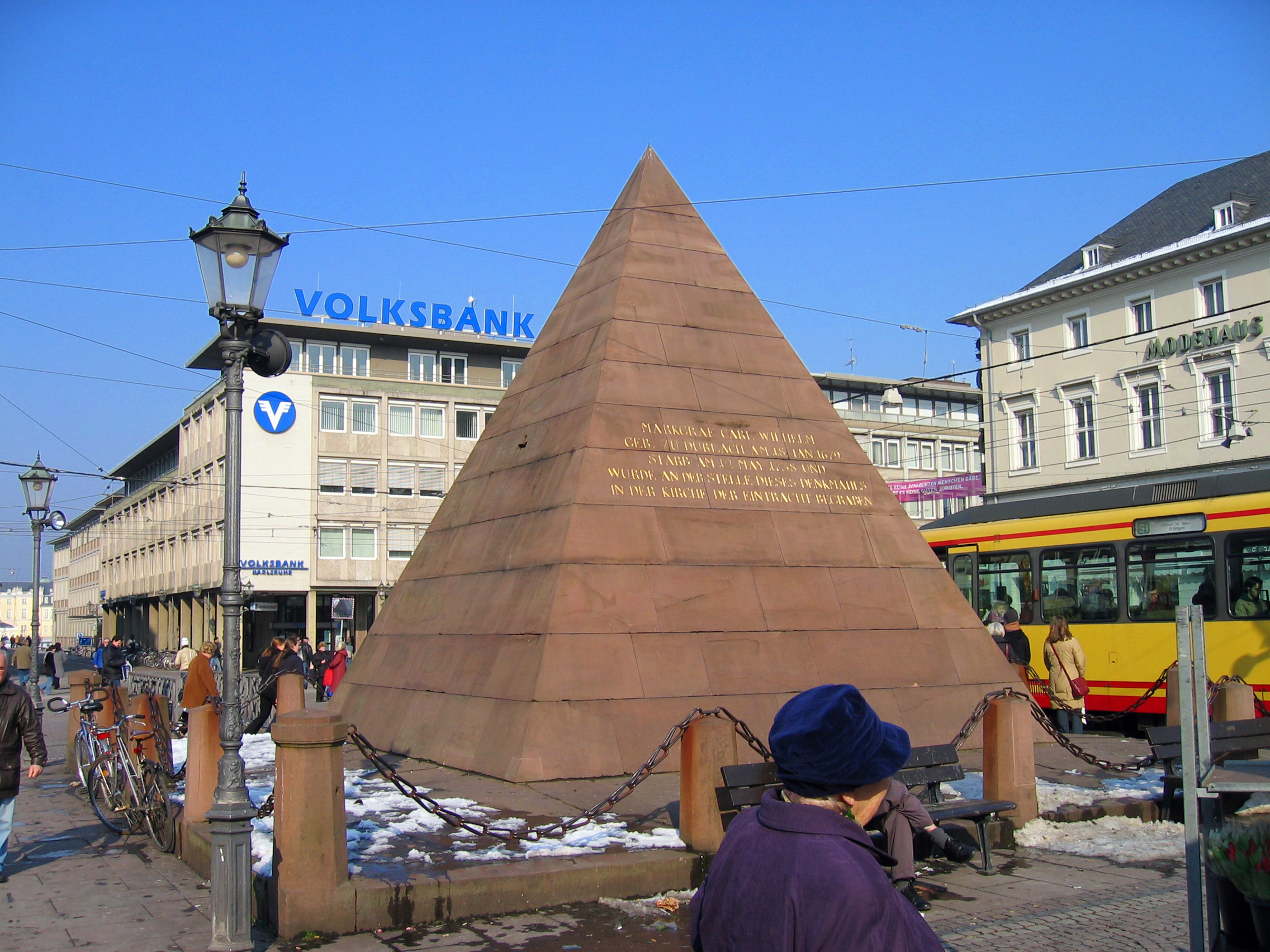
Pyramide auf dem Marktplatz

Nachdem 1801 der Friede von Lunéville geschlossen wurde und einige rechtsrheinische Gebiete Baden zugeschlagen wurden, erhöhten sich die Steuereinnahmen und 1806 wurde Baden zum Großherzogtum erhoben. In diesen Jahren wurden zahlreiche neue Gebäude aus Stein gebaut, 1804 erhöhte sich die Förderung aus der staatlichen „Baukasse“ nochmals und auch höhere Gebäude wurden stärker gefördert. 1806 wurden ein Lyzeum und eine Fleischhalle gebaut, später auch eine Kanzlei, Synagoge, verschiedene Kirchen und 1822 auch das Ständehaus, der Sitz des späteren Badischen Landtages, und das neue Rathaus. Die Bauten des klassizistischen Architekten Friedrich Weinbrenner, der unter anderem die evangelische Stadtkirche (1816), das Rathaus und die alte Synagoge plante, prägen bis heute das Stadtbild Karlsruhes. 1823 bis 1825 wurde das von ihm entworfene heutige Wahrzeichen Karlsruhes, die Pyramide auf dem Marktplatz, gebaut. Mit ihr war am 7. März 1825 der Bau des Marktplatzes abgeschlossen. 1822 wurde in Karlsruhe das von ihm gebaute Ständehaus eröffnet. Bei ihm handelte es sich um das erste neu gebaute Parlamentsgebäude Deutschlands. Es war Sitz der Badischen Ständeversammlung, die in der 1818 von Großherzog Karl erlassenen sehr liberalen Verfassung vorgesehen war. Der Badische Liberalismus sorgte daneben dafür, dass 1862 die vollständige Gleichstellung der Juden stattfand.

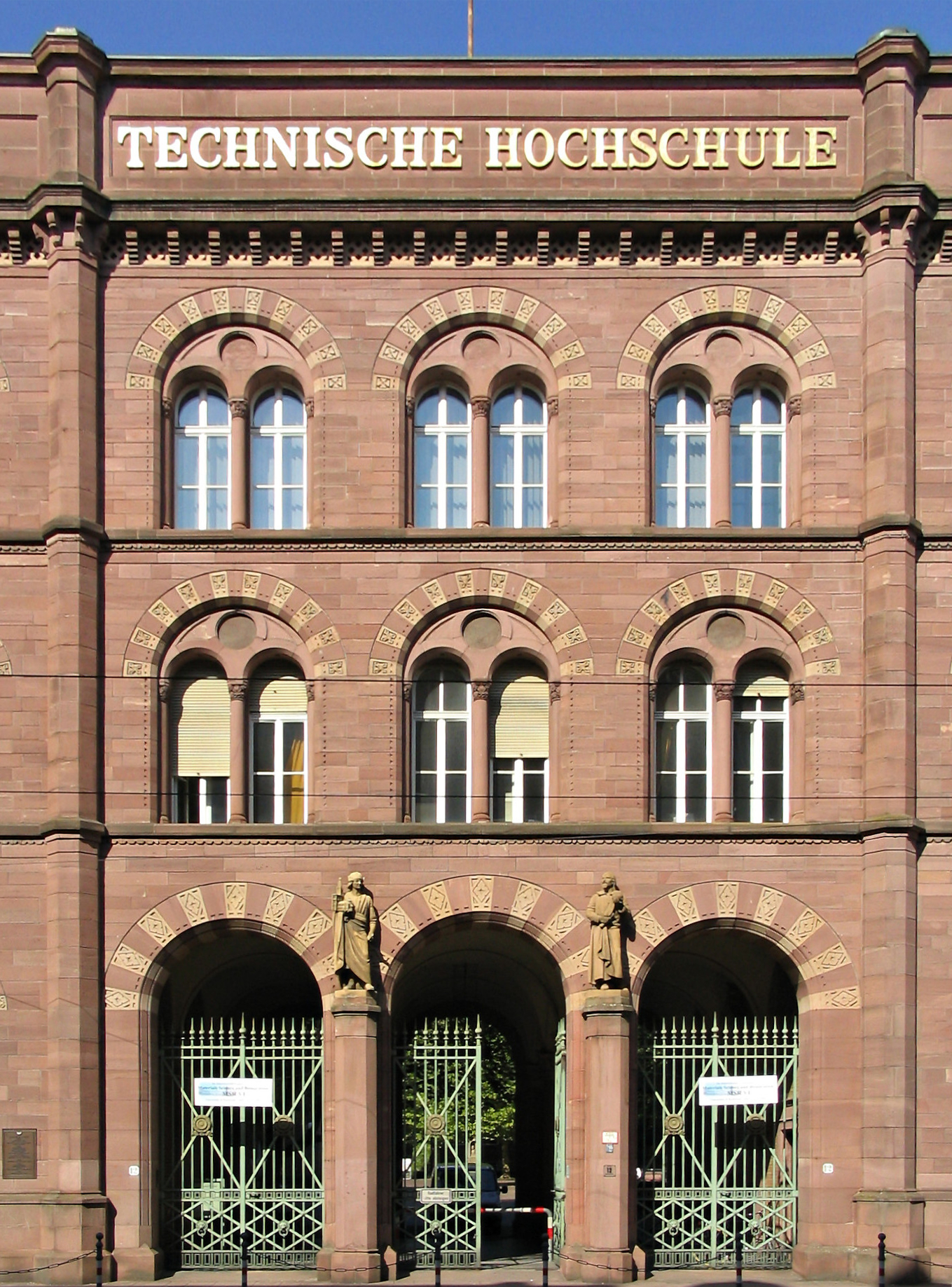
Hauptportal der Universität

1825 wurde in Karlsruhe die erste deutsche Technische Hochschule durch Großherzog Ludwig von Baden gegründet. 1832 wurde die Polytechnische Schule in den Stand einer höheren technischen Lehranstalt gehoben; 1836 zog sie in das von Heinrich Hübsch errichtete Gebäude in der heutigen Kaiserstraße, wo sie sich noch heute befindet. 1885 wurde sie endgültig in „Technische Hochschule“ umbenannt. Vom 3. bis zum 5. September 1860 fand im Ständehaus der Karlsruher Kongress statt, die erste internationale Versammlung der Chemie.
1848 wurde auch Karlsruhe von den Unruhen der Badischen Revolution erreicht. Im März kam es zu ersten Demonstrationen und auch zu einer Brandstiftung im badischen Außenministerium, ein Jahr später kam es zu ersten bewaffneten Konflikten. Am 13. Mai 1849 waren auch revolutionär gesinnte Soldaten an den Aufständen beteiligt; Großherzog Leopold floh in dieser Nacht über Germersheim nach Lauterbourg in Frankreich und machte so den Weg frei für den revolutionären Landesausschuss, der am Tag darauf die Stadt übernahm. Am 1. Juni wurde eine vorläufige Regierung gebildet, die sich am 10. Juni im Ständehaus versammelte, doch schon am 26. Juni marschierte Preußen in die Stadt ein und schlug die Aufstände nieder. Am 18. August 1849 konnte der Großherzog schließlich wieder in die Stadt zurückkehren.
Am 19. August zog er zusammen mit dem späteren Kaiser Wilhelm I. feierlich in Karlsruhe ein.
Nachdem 1825 in England die erste öffentliche Eisenbahn eingerichtet wurde, wurde 1838 beschlossen, eine badische Staatsbahn zu bauen. Zu diesem Zweck wurde zwischen Ettlinger und Rüppurrer Tor ein Bahnhof gebaut, der am 1. April 1843 eingeweiht wurde. In dieser Zeit entstand auch die Karlsruher Südstadt, die ursprünglich als Eisenbahnersiedlung diente. 1884/85 wurde der Bahnhof erweitert und umgebaut, doch da es wegen der stark frequentierten Bahnübergänge Konflikte zwischen Straßen- und Bahnverkehr gab (der Bahnübergang Ettlinger Straße war am Tag 6 Stunden geschlossen), beschloss man 1902 eine Verlegung des Hauptbahnhofs nach Süden, die 1913 abgeschlossen war. An der Stelle des damaligen Bahnhofs wurden der Festplatz und ein Stadtgarten eingerichtet. Die Eisenbahn war der Beginn der ab 1860 einsetzenden Industrialisierung. Durch das einhergehende Bevölkerungswachstum und die allmähliche Flächenknappheit fanden zahlreiche Eingemeindungen statt, unter anderem 1886 mit Mühlburg. 1901 überschritt Karlsruhe mit 100.000 Einwohnern die Grenze zur Großstadt.

## 20. Jahrhundert

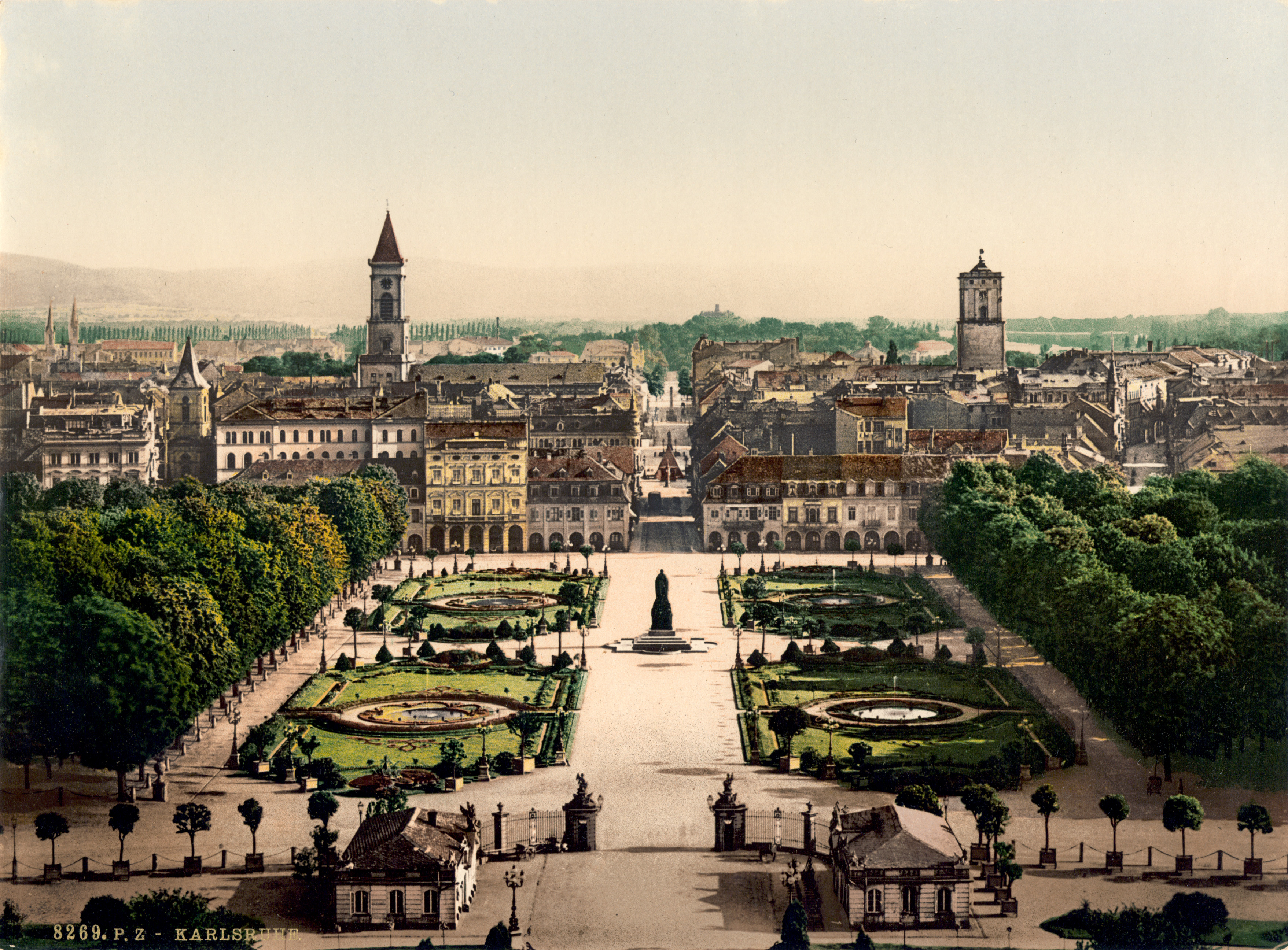
Karlsruhe um 1900

Durch das Wachstum der Stadt wurden auch die Infrastruktur erweitert: Bereits 1900 wurde die erste elektrische Straßenbahn in Karlsruhe (seit dem 21. Januar 1877 fuhr eine von Pferden gezogene Straßenbahn) in Betrieb genommen; am 10. April 1901 wurde das erste städtische Elektrizitätskraftwerk eingeweiht. Kurz darauf am 1. Mai 1901 wurde der Rheinhafen nach zweijähriger Bauzeit eröffnet.
Am 22. Juli 1907, dem Tag der Urteilsverkündung im Mordfall Carl Hau, kam es in Karlsruhe aus Neugier und Sensationslust des Publikums zu einem Straßentumult (Hau-Krawall), dem wegen Überforderung der polizeilichen Kräfte zur Wiederherstellung von Ruhe und Ordnung sogar militärische Einheiten, nämlich zwei Kompanien des 1. Badischen Leib-Grenadier-Regiments Nr. 109, entgegengesetzt werden mussten und der als „Straßenkampf im Frieden“ (Ferdinand von Notz) in die Geschichte einging. Einen derartigen Auflauf von Neugierigen – Beobachter sprachen von 20.000 Menschen – hatte es bis dahin noch bei keinem Strafprozess im Deutschen Reich gegeben.
Im Ersten Weltkrieg war die Stadt durch ihre Rüstungsbetriebe (u. a. die Deutschen Waffen- und Munitionsfabriken) und ihren wichtigen Bahnhof zahlreichen Angriffen ausgesetzt. Am 15. Juni 1915 fand erstmals ein Luftangriff auf Karlsruhe statt. Wegen der mangelnden Schutzvorkehrungen starben dabei 29 Menschen. Unter anderem in der Kriegsstraße entstanden erhebliche Schäden. Am 22. Juni 1916 gab es den verlustreichsten Angriff des Krieges, als etwa 40 Bomben das Gebiet am Ettlinger Tor trafen, wo gerade eine Aufführung des Zirkus Hagenbeck stattfand. Dabei kamen 120 Menschen, davon 71 Kinder, ums Leben, und 169 Menschen wurden verletzt. Insgesamt starben in Karlsruhe 168 Menschen bei 14 Luftangriffen.
Nach dem Ersten Weltkrieg befand sich Karlsruhe in der entmilitarisierten Zone, deren Grenze östlich von Durlach verlief.

### Weimarer Republik
Am 9. November 1918 wurde in Karlsruhe ein Arbeiter- und Soldatenrat und ein „Wohlfahrtsausschuss“ gegründet. Auf dem Bahnhofsvorplatz fand eine große Demonstration statt, bei der revolutionäre Reden gehalten wurden. Die Novemberrevolution lief in Karlsruhe weitgehend unblutig ab, doch vor dem Schloss gab es eine Schießerei, als Heinrich Klumpp mit einigen Männern versuchte, den Großherzog zu verhaften. Am Tag nach der Demonstration wurde eine provisorische Regierung ernannt, die im Rathaus tagte. Einen Tag später verließ Großherzog Friedrich II. mit seiner Frau die Stadt und dankte am 22. November ab. Karlsruhe war damit keine Residenzstadt mehr. Im darauffolgenden Jahr am 5. Januar 1919 kam es zu den Wahlen der badischen Nationalversammlung, bei der die SPD in Karlsruhe am besten abschnitt. Auch bei den Wahlen zur deutschen Nationalversammlung am 19. Januar 1919 erzielte die SPD das beste Ergebnis. Zwei Monate später, am 13. April 1919, wurde die badische Verfassung von über 90 % der Bevölkerung angenommen. Der Stadtrat setzte sich nach der Wahl am 18. Mai 1919 folgendermaßen zusammen: SPD 6, USPD 1, KPD 1, Zentrum 6, Deutsche Demokratische Partei 7 und Deutschnationale Volkspartei 1.
Auch in Karlsruhe wirkte sich die Hyperinflation verheerend auf die Versorgungslage der Karlsruher Bevölkerung aus. Bereits am 6. und 7. Juli 1920 gab es Demonstrationen gegen die hohen Preise sowie Plünderungen. Zudem wurden seit dem 3. März 1923 Weizen, Kohle und andere Güter, die sich im Rheinhafen befanden, von den französischen Besatzungstruppen zurückgehalten. Am 27. September 1923 wurde von der Stadt eine Winternothilfe eingerichtet, die aber keine große Wirkung hatte. Im Anschluss an eine Demonstration am 17. November wurden zwei Bäckereien und zwei Metzgereien geplündert. Erst mit der Einführung der Rentenmark besserte sich auch in Karlsruhe die Lage.
Am 26. September 1926 wurde die Berufsfeuerwehr Karlsruhe gegründet. Ihr Hauptsitz befindet sich noch heute in der Ritterstraße in einem von Hermann Billing gebauten denkmalgeschützten Gebäude. Zuvor gab es nach der Zerstörung des Hoftheaters durch einen Brand 1847 nur eine Freiwillige Feuerwehr.
Am 3. März 1928 hielt Adolf Hitler eine Rede in der Karlsruher Festhalle. Bei den Reichstagswahlen am 14. September 1930 lag die NSDAP erstmals vor der SPD; bei den Bürgerausschusswahlen am 16. November 1930 belegte sie ebenfalls 28 von 84 Sitzen. Im vom Bürgerausschuss gewählten Stadtrat erlangten sie 8 von 24 Posten. Zwei Jahre später erlangte die NSDAP im Juli 40,3 % und im November 37,7 % der Stimmen. Doch auch 1933 konnte die NSDAP keine absolute Mehrheit erreichen, weder in Karlsruhe noch in Baden.
Am 5. und 6. September 1931 fanden die ersten deutschen Ringtennis-Meisterschaften in Rappenwört statt. Der Sport wurde in den 1920er Jahren vom technischen Bürgermeister von Karlsruhe Hermann Schneider unter dem Namen „Deck-Tennis“ von einer Schiffsreise von New York nach Deutschland gebracht. Da er bei der Planung des 1929 gegründeten Rheinstrandbads Rappenwört beteiligt war, sah er zahlreiche Ringtennis-Felder vor und machte so den Sport bekannt.

### NS-Zeit
Am 30. Januar 1933 fand ein Fackelzug in Karlsruhe statt, der die Ernennung Adolf Hitlers zum Reichskanzler feierte. Im März fand auf dem Schlossplatz eine pro-nationalsozialistische Großdemonstration statt, bei der sich 30.000–40.000 Bürger beteiligten. Am 11. März 1933 bildete Robert Wagner eine kommissarische Regierung; nach und nach wurden die demokratischen Abgeordneten in Karlsruhe unter Aufsicht gestellt und von regimetreuen Nachfolgern abgelöst. Auf dem Schlossplatz fand am 17. Juni eine Bücherverbrennung statt.  Zur Zeit des Nationalsozialismus war Karlsruhe die Hauptstadt des Gaus Baden-Elsaß.
1933 lebten in Karlsruhe etwa 3.300 Juden. Im Mai 1939 waren es noch 1.375 Personen, viele waren ausgewandert. Sie wurden bis auf etwa 100 verbliebene Juden, die in „Mischehe“ lebten oder nicht transportfähig waren, im Rahmen der Wagner-Bürckel-Aktion in das Vernichtungslager Gurs deportiert oder kamen später nach Theresienstadt bzw. Dachau. Die Sinti und Roma, welche vor allem im „Dörfle“ ansässig waren, wurden im Mai 1940 ins KZ Auschwitz deportiert. Die Synagoge in Karlsruhe wurde 1939 abgerissen; sie wurde in der Reichspogromnacht nicht angezündet, da sich in ihrer Nähe ein Benzinlager befand.
Der erste Luftangriff auf Karlsruhe fand am 30. Juli 1940 statt, verursachte aber keine Schäden. Dem Luftangriff vom 6. August 1941 fielen 27 Menschen zum Opfer, dies war der erste tödliche Luftangriff. Ende des Jahres wurde wegen der schlechten Versorgungslage sogar ein Teil des Schlossplatzes zum Gemüseanbau genutzt. In den folgenden vier Jahren kamen so insgesamt 1745 Personen ums Leben. Am Morgen des 4. April 1945 marschierten französische Truppen (1. Französische Armee unter General Jean de Lattre de Tassigny) in Karlsruhe ein und stießen dabei nur auf geringen Widerstand des Volkssturms, der Polizei und der Wehrmacht; dabei starben 11 Menschen.
Nach der Aufteilung der Besatzungszonen in Deutschland befand sich Karlsruhe in der amerikanischen Zone.

### Nach 1945

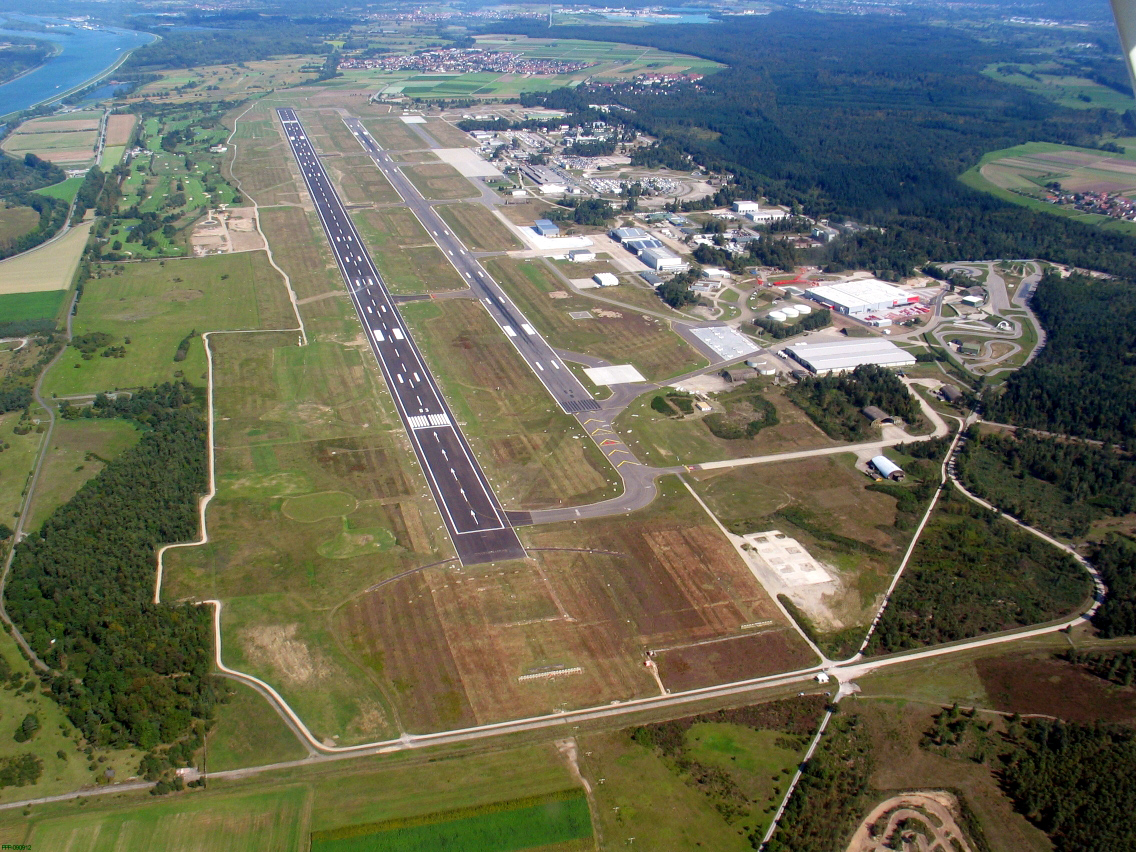
Flughafen Karlsruhe/Baden-Baden

Nach dem Krieg wurde Karlsruhe Teil des neugegründeten Bundeslandes Württemberg-Baden. Dessen Hauptstadt wurde Stuttgart, womit Karlsruhe diesen Rang verlor. Als Ausgleich wurden in Karlsruhe zahlreiche Behörden neu angesiedelt.
1950 kam der Bundesgerichtshof nach Karlsruhe, am 28. September 1951 das Bundesverfassungsgericht.  Nach einer Volksabstimmung entstand 1952 das Bundesland Baden-Württemberg. Dort war Karlsruhe bis 1972 Sitz des Regierungsbezirks Nordbaden, seit dem 1. Januar 1973 ist es Sitz des Regierungsbezirkes Karlsruhe.
Auch die Neuansiedlung von Industrie und Forschung wurde forciert. Karlsruhe konnte sich gegen München als Standort des deutschen Kernforschungszentrums durchsetzen. Es sollte auf Karlsruher Gemarkung am Rhein nördlich von Maxau gebaut werden, jedoch erwies sich der Rhein aufgrund von Abwässern elsässischer Kaliminen als zur Reaktorkühlung ungeeignet. Das Kernforschungszentrum entstand daher im Hardtwald nördlich der Karlsruher Stadtgrenze. 1956 erging der Baubescheid, 1961 fand die erste selbständige Kettenreaktion statt. Auf dem ursprünglich für das Kernforschungszentrum vorgesehenen Gelände errichteten DEA und Esso 1959–1962 je eine Raffinerie (heute zusammengefasst als MiRO), die über eine Pipeline von Marseille aus mit Rohöl versorgt wurden. Karlsruhe war damit einer der größten deutschen Raffineriestandorte. Nördlich der Raffinerien entstand 1963 der Ölhafen.

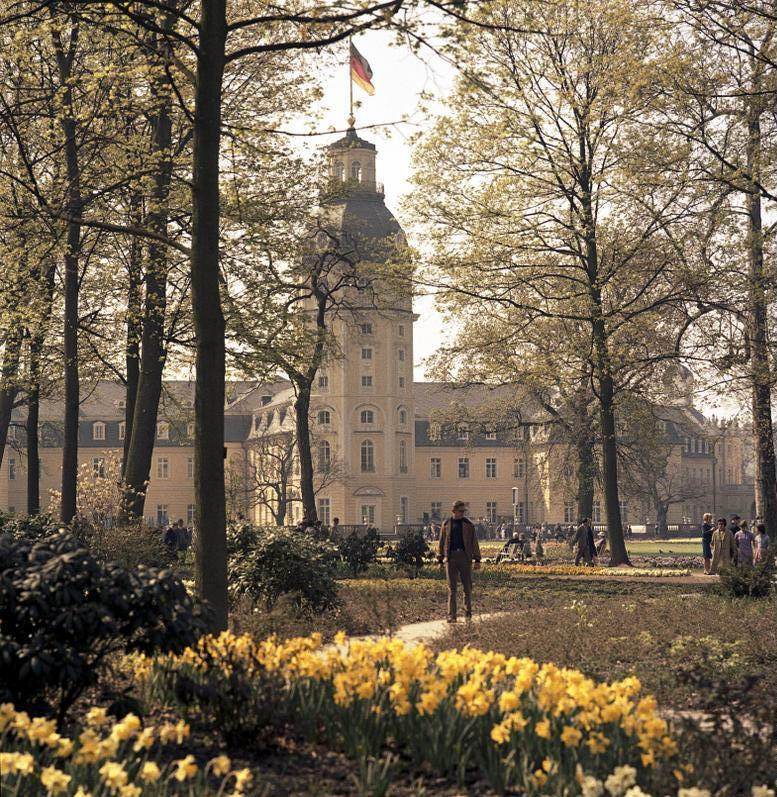
Schlosspark bei der Bundesgartenschau 1967

Die Bundesgartenschau 1967 fand in Karlsruhe statt. Dafür wurde eigens ein neues „Gartenbauamt“ eröffnet; der Stadtgarten und der Schlossgarten wurden umgestaltet.
1969 erhielt die Stadt Karlsruhe für ihre Bemühungen um die europäische Integration den Europapreis. Sie veranstaltet einen Europatag, eine Europawoche und fördert den Schüler- und Studentenaustausch.
Am 7. April 1977 wurde Generalbundesanwalt Siegfried Buback auf dem Arbeitsweg gemeinsam mit seinem Fahrer und einem Justizbeamten von Terroristen der Rote-Armee-Fraktion ermordet. Bis 1998 war die Generalbundesanwaltschaft im Bundesgerichtshof untergebracht; 1994 bis 1998 wurde in der Südweststadt ein Neubau errichtet, der unter anderem von einer 5 Meter hohen Mauer umgeben ist.
In der Stadthalle im Kongresszentrum Karlsruhe wurde am 12. und 13. Januar 1980 die Partei Bündnis 90/Die Grünen gegründet.
1983 wurde in der früheren Nähmaschinenfabrik Singer in der Oststadt das Gründerzentrum Technologiefabrik eingerichtet, das seitdem über 250 Unternehmen den Start und damit die Entstehung von über 5.000 Arbeitsplätzen erleichtert hat. Es ist eines der größten Gründerzentren Deutschlands und arbeitet mit dem Karlsruher Institut für Technologie, Fachhochschule und der Fraunhofer-Gesellschaft zusammen.
Am 6. Oktober 1984 war die Kaiserstraße durchgehend vom Kronen- bis zum Europaplatz zur Fußgängerzone umgestaltet, was bis heute für das Stadtbild prägend ist.
Am 2. August 1984 wurde in der Universität Karlsruhe von Werner Zorn die erste E-Mail Deutschlands von CsNet von der Adresse zorn@germany empfangen und gesendet. Ihr Inhalt war in etwa „Willkommen bei CSNET“.
Vom 20. bis zum 30. Juli 1989 fanden in Karlsruhe die dritten alternativen World Games statt, ein internationaler Wettkampf für Sportler und Athleten, deren Sportarten nicht im olympischen Programm vertreten sind. Es nahmen 1.965 Sportler in 19 Disziplinen teil. Die Wettkämpfe fanden unter anderem in der Europahalle statt.
Am 22. Dezember 1993 wurde die Entwicklungsgesellschaft Söllingen gegründet, die Planungen für den Ausbau des im 40 km südwestlich gelegenen Söllingen einen ehemaligen kanadischen Fliegerhorst zu einem überregionalen Flughafen vorstellte. Mit dem Bau des Flughafens Karlsruhe/Baden-Baden wurde Karlsruhe so 1997 an das internationale Flugverkehrsnetz angebunden. Im Jahr 1998 wurde der Linienbetrieb aufgenommen.

## 21. Jahrhundert
2003 wurde die Messe Karlsruhe im Rheinstettener Stadtteil Forchheim nur wenige Meter von der Karlsruher Gemarkung entfernt errichtet. Die Messe hat vier jeweils 12.500 m² große Hallen. Zum Messegelände gehört auch die benachbarte dm-arena, in der 14.000 Personen Platz finden.
Am 17. Juni 2003 erfolgte der erste Spatenstich für das ECE-Einkaufscenter „Ettlinger Tor“, das am 7. September 2005 nach gut zweijähriger Bauzeit als größtes innerstädtisches Einkaufszentrum Süddeutschlands seine Pforten öffnete. Auf drei Ebenen sind ca. 130 Läden für Einzelhandel, Gastronomie und Service untergebracht. Die Verkaufsfläche umfasst rund 33.000 Quadratmeter. Dazu kommen noch einmal ca. 4.000 Quadratmeter für Dienstleistung und Gastronomie. Etwa vier Jahre zuvor wurde am 27. September 2001 in der ehemaligen Hauptpost am Europaplatz mit der Postgalerie das erste innerstädtische Einkaufszentrum mit etwa 51 Geschäften auf rund 26.000 Quadratmeter in Karlsruhe eröffnet.
2008 wurden in Karlsruhe die Special Olympics National Games mit 3.600 Sportlern in der dm-Arena vom damaligen Ministerpräsident Günther Oettinger eröffnet.
Am 25. Mai 2009 erhielt die Stadt den von der Bundesregierung verliehenen Titel „Ort der Vielfalt“.
Im Jahr 2002 fand eine Volksabstimmung über den Bau der Kombilösung statt, einem Großprojekt in der Karlsruher Innenstadt, bei dem die Kaiserstraße zur Verkehrsentlastung einen Straßenbahntunnel mit Südabzweig erhält. Daneben soll die Kriegsstraße, die Ost-West-Achse der Stadt, unterirdisch verlaufen und eine oberirdische Bahntrasse erhalten. Der Bürgerentscheid war erfolgreich, und am 21. Januar 2010 setzten der damalige Ministerpräsident Günther Oettinger, Staatssekretär Rainer Bomba und der Karlsruher Oberbürgermeister Heinz Fenrich am Europaplatz den ersten Spatenstich für das Großprojekt.

## Eingemeindungen
Ehemals selbständige Gemeinden beziehungsweise Gemarkungen, die in die Stadt Karlsruhe eingegliedert wurden
| Datum            | Orte                                       | Zuwachs in ha |
| ---------------- | ------------------------------------------ | ------------- |
| 28. August 1812  | Klein-Karlsruhe                            | 8,25          |
| 1. Januar 1886   | Mühlburg (Stadt)                           | 211,25        |
| 1. Januar 1907   | Beiertheim                                 | 159,97        |
| 1. Januar 1907   | Rintheim                                   | 169,18        |
| 1. Januar 1907   | Rüppurr                                    | 799,70        |
| 1. Januar 1909   | Grünwinkel                                 | 121,57        |
| 1. Januar 1910   | Daxlanden                                  | 1.068,27      |
| 1. April 1929    | Bulach                                     | 529,42        |
| 1. April 1935    | Knielingen                                 | 2.087,17      |
| 1. April 1938    | Hagsfeld                                   | 781,51        |
| 1. April 1938    | Durlach (Stadt)                            | 2.934,40      |
| 1. Januar 1972   | Stupferich                                 | 645,76        |
| 1. Januar 1972   | Hohenwettersbach                           | 412,32        |
| 1. Januar 1973   | Wolfartsweier                              | 195,29        |
| 1. Januar 1974   | Grötzingen                                 | 1.135,79      |
| 1. Januar 1975   | Wettersbach (Grünwettersbach und Palmbach) | 753,02        |
| 14. Februar 1975 | Neureut                                    | 1.922,28      |

## (Ober-)Bürgermeister
Nach Gründung des Schlosses 1715 entstand nahe dabei auch eine Siedlung, in welcher ab 1718 ein Bürgermeister eingesetzt wurde. Ab 1812 erhielten die Bürgermeister den Titel Oberbürgermeister.
| Name                          | Amtszeit             | Partei |
| ----------------------------- | -------------------- | ------ |
| Johannes Sembach              | 1718–1720            |        |
| Johannes Ludwig               | 1721–1723            |        |
| Georg Adam Ottmann            | 1724–1733            |        |
| Johannes Ernst Kaufmann       | 1733–1738            |        |
| Johann Cornelius Roman        | 1738–1744            |        |
| Johannes Ernst Kaufmann       | 1744–1746            |        |
| Johann Christian Maschenbauer | 1746–1750            |        |
| Johann Cornelius Roman        | 1750–1753            |        |
| Johann Sebald Kreglinger      | 1753–1763            |        |
| Johann Cornelius Roman        | 1763–1765            |        |
| Georg Jakob Fink              | 1765–1773            |        |
| Christoph Hennig              | 1773–1781            |        |
| Christian Ludwig Schulz       | 1781–1799            |        |
| Georg Friedrich Trohmann      | 1799–1800            |        |
| Gabriel Bauer                 | 1800–1809            |        |
| Wilhelm Christian Griesbach   | 1809–1816            |        |
| Bernhard Dollmaetsch          | 1816–1830            |        |
| August Klose                  | 1830–1833            |        |
| Christian Karl Füeßlin        | 1833–1847            |        |
| August Klose                  | 1847 (Mai–September) |        |
| Ludwig Daler                  | 1847–1848            |        |
| Jakob Malsch                  | 1848–1870            |        |
| Wilhelm Florentin Lauter      | 1870–1892            |        |
| Karl Schnetzler               | 1892–1906            |        |
| Karl Siegrist                 | 1906–1919            |        |
| Julius Finter                 | 1919–1933            | DDP    |
| Friedrich Jäger               | 1933–1938            | NSDAP  |
| Oskar Hüssy                   | 1938–1945            | NSDAP  |
| Josef Heinrich                | 1945 (April–August)  |        |
| Hermann Veit                  | 1945–1946            | SPD    |
| Friedrich Töpper              | 1946–1952            | SPD    |
| Günther Klotz                 | 1952–1970            | SPD    |
| Otto Dullenkopf               | 1970–1986            | CDU    |
| Gerhard Seiler                | 1986–1998            | CDU    |
| Heinz Fenrich                 | 1998–2013            | CDU    |
| Frank Mentrup                 | seit 2013            | SPD    |